# Distretto di Champawat
Il distretto di Champawat è un distretto dell'Uttarakhand, in India, di 224.461 abitanti. È situato nella divisione di Kumaon e il suo capoluogo è Champawat.
Il distretto di Champawat è stato istituito nel 1997.
Champawat si trova nella regione orientale di Uttarakhand all'interno della divisione di Kumaon e confina a nord con Pithoragarh, verso est con lo stato del Nepal, a sud con Udham Singh Nagar, il confine ovest è con Nainital e sul lato nord-ovest con Almora. 
A partire dal 2011 è il secondo meno popoloso dei 13 distretti di Uttarakhand, dopo Rudraprayag.

## Società

### Evoluzione demografica
Secondo il censimento del 2011, Champawat ha una popolazione di 259.315, approssimativamente uguale di Vanuatu. Questo la posiziona al 578º posto in India su un totale di 640. Il distretto ha una densità abitativa di 147 abitanti per chilometro quadrato.
Gli abitanti sono la maggioranza Induisti 216.646 indù (96,5%),  6.642 musulmani (3.0%) e 626 cristiani  (0.3%) .